# تپه قره آغاجلو
تپه قره آغاجلو مربوط به دوره اشکانیان - دوره ساسانیان است و در شهرستان میانه، بخش مرکزی، دهستان کله بوز غربی، ۳۰۰ متری شرق روستای سهکلو واقع شده و این اثر در تاریخ ۲۸ اسفند ۱۳۸۵ با شمارهٔ ثبت ۱۸۸۹۵ به‌عنوان یکی از آثار ملی ایران به ثبت رسیده است.